# Elecciones en las Islas Cook
Las Islas Cook eligen una legislatura a nivel nacional. El Parlamento de las Islas Cook tiene 24 miembros electos para un plazo de cuatro años en circunscripciones de un solo escaño. Las Islas Cook tienen un sistema bipartidista.

### Elecciones
- Elecciones generales de las Islas Cook de 1968
- Elecciones generales de las Islas Cook de 1994